# PGA Grand Slam of Golf
PGA Grand Slam of Golf är en 36-håls herrtävling för fyra spelare som arrangeras varje år av PGA of America. Deltagare i tävlingen är vinnarna från innevarande års majors. Om en spelare skulle ha vunnit två majors så fylls den fjärde platsen med den spelare som har uppnått det näst bästa resultatet i majortävlingarna.
Tävlingen har spelats sedan 1979 och hölls fram till 1993 på olika golfbanor runt om i USA. Sedan 1994 spelas tävlingen alltid på Poipu Bay Golf Course på Hawaii. Prissumman uppgår till 1 000 000 dollar.

## Segrare
| År   | Segrare        |
| 2007 | Ángel Cabrera  |
| 2006 | Tiger Woods    |
| 2005 | Tiger Woods    |
| 2004 | Phil Mickelson |
| 2003 | Jim Furyk      |
| 2002 | Tiger Woods    |
| 2001 | Tiger Woods    |
| 2000 | Tiger Woods    |
| 1999 | Tiger Woods    |
| 1998 | Tiger Woods    |
| 1997 | Ernie Els      |
| 1996 | Tom Lehman     |
| 1995 | Ben Crenshaw   |
| 1994 | Greg Norman    |
| 1993 | Greg Norman    |
| 1992 | Nick Price     |

| År   | Segrare        |
| 1991 | Ian Woosnam    |
| 1990 | Andy North     |
| 1989 | Curtis Strange |
| 1988 | Larry Nelson   |
| 1987 | Ingen Tävling  |
| 1986 | Greg Norman    |
| 1985 | Ingen Tävling  |
| 1984 | Ingen Tävling  |
| 1983 | Ingen Tävling  |
| 1982 | Bill Rogers    |
| 1981 | Lee Trevino    |
| 1980 | Lanny Wadkins  |
| 1979 | Gary Player    |